# Mýrin
Mýrin é um filme de drama islandês de 2006 dirigido e escrito por Baltasar Kormákur. Foi selecionado como representante da Islândia à edição do Oscar 2007, organizada pela Academia de Artes e Ciências Cinematográficas.

## Elenco
- Ingvar E. Sigurðsson - Erlendur
- Ágústa Eva Erlendsdóttir - Eva Lind
- Björn Hlynur Haraldsson - Sigurður Óli
- Ólafía Hrönn Jónsdóttir - Elínborg
- Atli Rafn Sigurðsson - Örn
- Kristbjörg Kjeld - Katrín
- Þorsteinn Gunnarsson - Holberg
- Theódór Júlíusson - Elliði